# عبيد عيد
عبيد عيد عبيد سالم البدواوي (مواليد 24 مارس 2001) لاعب كرة قدم إماراتي يجيد اللعب كمهاجم.

## مسيرة اللاعب
لعب مع نادي حتا ونادي دبي سيتي.